# کالتاسی (شهرستان کالتاسینسکی، باشقیرستان)
کالتاسی (انگلیسی: Kaltasy, Kaltasinsky District, Republic of Bashkortostan) یک شهرک در شهرستان کالتاسینسکی استان باشقیرستان کشور روسیه است.